# Stockton (Cheshire)
Stockton is een civil parish in het bestuurlijke gebied Cheshire West and Chester, in het Engelse graafschap Cheshire met 21 inwoners.